# E = mc²
E = mc² je v fiziki zelo znana enačba, ki obravnava razmerje med maso in energijo. Enačbo je (sprva v nekoliko drugačni formulaciji) leta 1905, v svojem prvem čudežnem letu (annus mirabilis), razvil in uporabil Albert Einstein.
V enačbi E predstavlja energijo, m maso, c pa je hitrost svetlobe v vakuumu. Enačba pojasnuje, kako se masa spreminja v energijo in obratno, pri čemer svetlobna hitrost predstavlja konstanto.
Einstein je pokazal, da poenoten štirirazsežni model prostora in časa (prostora-časa) lahko točno opiše opazljive pojave na način, ki je bil v skladu z Galilejevim načelom relativnosti in kjer je bila hitrost svetlobe konstantna – invariantna glede na različne inercialne opazovalne sisteme. Njegova posebna teorija relativnosti je dokončno pokazala, da je bila tradicionalna (evklidsko-galijejevska) predstava o absolutnem času in prostoru zgrešena, in posledično, da se masa in energija razlikujeta le po obliki oziroma pojavnosti.
Ker ima svetloba zelo veliko hitrost v vsakdanjih enotah, ima vsako običajno telo (objekt) pri mirovanju po enačbi lastno veliko količino energije. Kemijska, jedrska ali druga energijska transformacija lahko povzroči, da sistem nekaj svoje energijske vsebnosti (in tako odgovarjajoče mase), ki se sprosti kot na primer sevalna energija svetlobe ali kot toplotna energija.